# ハーシェル・ベルナルディ

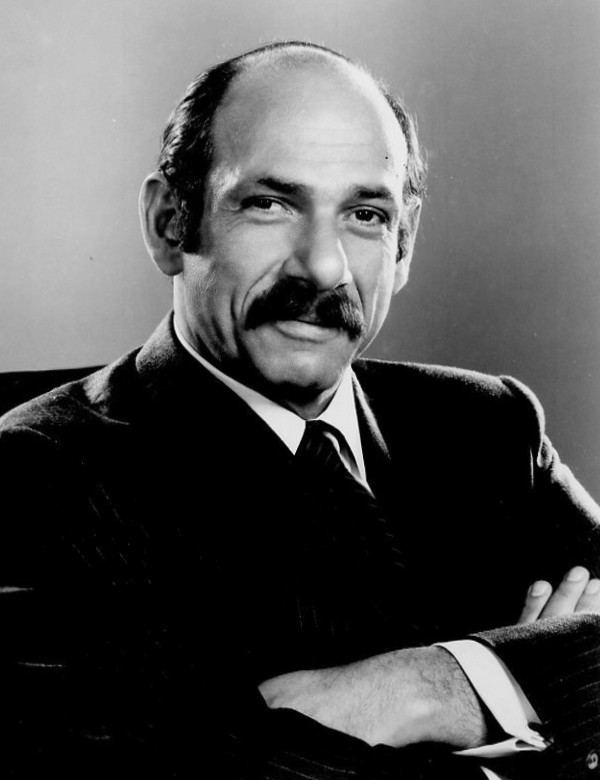
ハーシェル・ベルナルディ（1970年）

ハーシェル・ベルナルディ（Herschel Bernardi、1923年10月30日 - 1986年5月9日）はアメリカ合衆国の俳優。映画、舞台、テレビに出演している。

## 経歴
ニューヨーク市に生まれる。父はベレル・ベルナルディ、母はヘレン・ベルナルディ。本人が口がきけるようになるより以前から、演劇一家である家族とともに、2番街にあるイディッシュ・シアターの舞台に出演するようになった。1930年代には、エドガー・Ｇ・ウルマー監督のイディッシュ映画に出演した。その後、他の俳優達とともに、イディッシュ語を話す役から米語を話す役に徐徐に切り替えていった。ジャック・ベルナルディは弟（「It's a Bikini World」でハーヴィー・パルプを演じている）。
ベルナルディは、ブロードウェイでの「屋根の上のヴァイオリン弾き」（テヴィエ役）、「その男ゾルバ」、「バジャール」などでの主演で知られている。しかし、同時に数々のテレビ番組にも出演しており、その中には「港湾指令」や「第11番目の時間」（どちらもウェンデル・コーリーとの共演）、「州警察官」（ロッド・キャメロンと共演）などがある。
1958年から1961年にかけて、ベルナルディは、ブレイク・エドワードの人気のテレビシリーズ「ピーター・ガン」でクレイグ・スティーヴンズと共演している。ジャコビー中尉の役を演じて、生涯でたった一度きりのエミー賞の推薦を受けた。
1963年には、ジェームズ・フランシスカス主演のNBCの教育ドラマ「ノヴァック氏」の「私はここに住んでさえいない」の回にオーティス氏という自分の生徒達をほとんどいつも無視する教師の役で出演している。
1970年には、CBSの連続ホームコメディ「アーニー」で2年間主役を務めている。鉄鋼会社の商品積み卸し場所から重役になるために抜擢された人物の役だった。また、フィルメイションのアニメ「Journey Back to Oz」では頭の回転の鈍い揺り木馬の声役で出演している。さらに、臆病なライオンの歌声も担当している（普段話す時の声はミルトン・バールが担当した）。
ベルナルディはいくつも有名な映画に出演している。「あなただけ今晩は」、「マンハッタン物語」、「No Deposit, No Return」、そして1976年の「ウディ・アレンのザ・フロント」、すなわち映画・テレビ・マスコミの関係者のうち共産主義者としてブラックリストに掲載された人達について描いた映画に出演している。ベルナルディは実際に1950年代にはブラックリストに掲載されてその犠牲となっており、この映画には同様な被害を受けた俳優や脚本家、映画監督らが出演しているのである。また、ベルナルディは1969年の映画「The Golden Age of Second Avenue 」でナレーションと司会を務めているが、この映画は1920年代の初頭から中頃にかけて、ニューヨークのローアーイーストサイドにおけるイディッシュ・シアター・ムーヴメントについてのドキュメンタリーだった（ここがベルナルディの俳優としての経歴が始まった場所である）。
ベルナルディは著名な声優であり、何百もの映画やコマーシャルやアニメのナレーションを務めた。スターキストのマグロ缶のマスコットである「チャーリー・ザ・ツナ（アニメのマグロのキャラクター）」の声、またジョリー・グリーン・ジャイアントの声を初めて担当したのもベルナルディである。トッツィー・ポップ（棒つきの丸いペロペロキャンディ）のコマーシャルで「トッツィー・ポップの中心に到達するのに何回舐め舐めしなけりゃならないのかな？それは多分誰にもわからないだろうね」とナレーションを入れているのもベルナルディである。
ベルナルディは若干ヒットしたレコードを2枚出している。1967年の「もし僕が金持ちだったとしたら」というテヴィエとしての成功を回顧するものと、1971年の「壁に書かれた鉛筆の跡」である。

## 死
ベルナルディは、1986年5月9日、カリフォルニア州ロサンゼルスで、就寝中に急性の心臓麻痺で死亡した。62歳だった。妻テリーとその息子マイケルが残された。さらに前妻との間には、三人の子供達、アダム、ベリル、ロビンがおり、また、兄弟には俳優のジャックが、そしてサムがいた。彼はカリフォルニア州ロサンゼルスにあるシナイ山記念墓地に埋葬された。

## 参照
1. 1 2  Saxon, Wolfgang (1986年5月10日). “Herschel Bernardi, 62, Played Tevye in 'Fiddler on the Roof'”. The New York Times 2014年9月22日閲覧。
2. ↑  Trailer: The Golden Age of Second Avenue, imdb.com
3. ↑  Jones, Jack (1986年5月10日). “Herschel Bernardi, First 'Zorba' on Broadway, Dies”. Los Angeles Times 2014年9月22日閲覧。
4. ↑  Entertainment Tonight story on Bernardi's death - YouTube
5. ↑  “Herschel Bernardi”.   Find A Grave (1999年4月17日). 2014年9月22日閲覧。